# Sceloporus poinsettii
Espèce
Synonymes
- Sceloporus poinsettii robisoni Tanner, 1987

Statut de conservation UICN

 LC  : Préoccupation mineure
Sceloporus poinsettii est une espèce de sauriens de la famille des Phrynosomatidae.

## Répartition
Cette espèce se rencontre :
- aux États-Unis dans le Texas et dans le sud du Nouveau-Mexique ;
- au Mexique dans le Chihuahua, dans le Durango, dans le Coahuila et dans le Zacatecas.

## Liste des sous-espèces
Selon The Reptile Database (19 février 2013) :
- Sceloporus poinsettii amydrus Webb, 2006
- Sceloporus poinsettii axtelli Webb, 2006
- Sceloporus poinsettii macrolepis Smith & Chrapliwy, 1958
- Sceloporus poinsettii poinsettii Baird et Girard, 1852
- Sceloporus poinsettii polylepis Smith & Chrapliwy, 1958

## Étymologie
Cette espèce est nommée en l'honneur de Joel Roberts Poinsett.

## Publications originales
- Baird & Girard, 1852 : Characteristics of some new reptiles in the Museum of the Smithsonian Institution, part 2. Proceedings of the Academy of Natural Sciences of Philadelphia, vol. 6, p. 125-129 (texte intégral).
- Smith & Chrapliwy, 1958 : New and noteworthy Mexican herptiles from the Lidicker collection. Herpetologica, vol. 13, p. 267-271.
- Webb, 2006 : Variation in the Crevice Spiny Lizard, Sceloporus poinsettii Baird and Girard. Bulletin of the Maryland Herpetological Society, vol. 42, no 2, p. 65-114 (texte intégral).